# Кенжекольський сільський округ
Кенжеко́льський сільський округ (каз. Кенжекөл ауылдық округі, рос. Кенжекольский сельский округ) — адміністративна одиниця у складі Павлодарської міської адміністрації Павлодарської області Казахстану. Адміністративний центр — село Кенжеколь.
Населення — 8018 осіб (2021; 4773 у 2009, 3751 у 1999, 4021 у 1989).
Станом на 1989 рік існувала Кенжекольська сільська рада Павлодарського району (села Байдала, Дем'яновка, Довге, Кенжеколь) Павлодарського району. Пізніше Кенжекольський сільський округ увійшов до складу Павлодарської міської адміністрації.

## Склад
До складу округу входять такі населені пункти:
| Населений пункт  | Старі назви | Населення, осіб (1989) | Населення, осіб (1999) | Населення, осіб (2009) | Населення, осіб (2021) |
| ---------------- | ----------- | ---------------------- | ---------------------- | ---------------------- | ---------------------- |
| Байдала, село    | -           | 596                    | 573                    | 521                    | 620                    |
| Дем'яновка, село | -           | 59                     | -                      | -                      | -                      |
| Довге, село      | -           | 311                    | 330                    | 274                    | 351                    |
| Кенжеколь, село  | -           | 3055                   | 2848                   | 3978                   | 7047                   |